# Sven Yrvind
Sven Yrvind, ursprungligen Lundin, född 22 april 1939 i Göteborg, är en svensk författare, småbåtsbyggare och ensamseglare.

## Biografi
Yrvind är uppvuxen på Brännö. Hans far var överstyrman och hans morfar befälhavare på lastfartyget Ningpo som sänktes av engelsmännen utanför Hongkong 1940. Bägge hamnade i fångläger i Kina, där fadern avled när Yrvind var fem år gammal.
Yrvind hade stora läs- och skrivsvårigheter i skolan, men efter att ha kommit till Viggbyholmsskolan fick han fina betyg i naturvetenskapliga ämnen. Han har senare förbättrat sitt skrivande och skrivit artiklar för båttidskrifter.
Han har skrivit den självbiografiska boken Bris om hur han byggde och seglade med sina båtar Bris I-VI. Han var bland annat den första svensk som ensam rundade Kap Horn och tilldelades 1980 medalj av Royal Cruising Club i Storbritannien för gott sjömanskap efter att ha seglat runt Sydamerikas spets Kap Horn i en 5,9 meter lång båt.
Han var tidigare gift med porträttmålaren Olga Lundin. I slutet av 1980-talet korsade de som nygifta Nordatlanten med Bris VI under 47 dygn varav många stormiga.
Han är uppfinnare av Bris-sextanten som anges vara världens minsta sextant med en vikt på tre gram.
Hösten 2011 korsade Yrvind Atlanten i en 4,8 meter lång båt, från Kinsale Yacht Club på Irland till Martinique i Västindien.
Sommaren 2018 påbörjade Yrvind en seglats från Irland till Nya Zeeland med sin båt Exlex, men den fick avbrytas på Madeira efter 40 dagar på grund av olika problem med båten. Han har efter detta påbörjat bygget av en något mindre båt, Exlex Minor, med vilken han hoppas kunna segla den klassiska rutten 50 syd till 50 syd och bland annat runda Kap Horn.
Den 27 juli 2020 påbörjade Yrvind ännu en resa med Nya Zeeland som mål. Planen vara att likt 2018 påbörja resan i Irland, men i och med coronaviruspandemin utgick Yrvind denna gång från Ålesund med sin båt Exlex Minor. Resan avbröts på den portugisiska ön Porto Santo i november samma år.

## Havsfilosofen

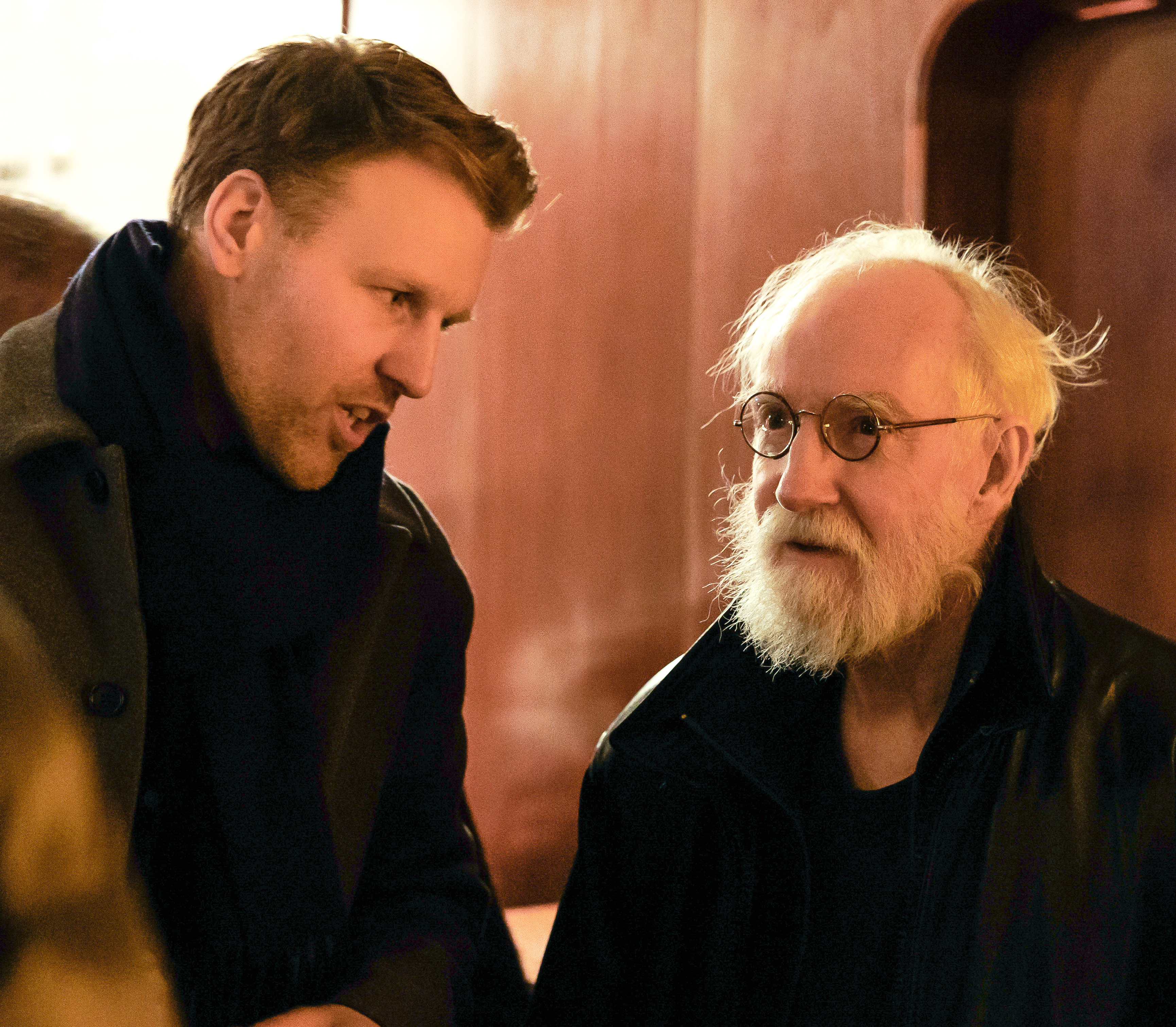
Sven Yrvind och regissören Andreas Eidhagen på premiären 9 mars 2023 för dokumentärfilmen Havsfilosofen.

År 2023 hade dokumentärfilmen Havsfilosofen premiär. Filmen följer Yrvind på nära håll under fem år, hur han bygger sin båt och gör ett försök att ensam segla mellan Irland och Nya Zeeland, en resa på nästan 2000 mil över öppet hav. Dokumentären följer inte bara de fysiska hinder som åldern för med sig, utan också de psykologiska såväl som filosofiska frågorna en 83-årig äventyrare ställs inför när han närmar sig de sista åren av sitt liv. Genom Yrvinds egna och vänners berättelser ges en bild av hans bakgrund och vad som fått honom att välja sin väg i livet – en havseremit som lever utanför det konventionella samhället. I dokumentären möter vi även Yrvinds nära vänner och får höra om deras gemensamma resor och hur han inspirerat andra att ändra sina liv. Havsfilosofen är inte i första hand en film om segling, utan ställer frågor om vilket liv vi vill leva, om konsumtionssamhället, om döden och åldrandet, och om det är möjligt att föra en livsstil som går utanför normen.
Havsfilosofen är regisserad av Andreas Eidhagen och producerad av Annika Gritti. Exekutiv producent på Viaplay Group är Magnus Coinberg. Filmen är i långfilmsformat och cirka 80 minuter lång.